# Loco-Motion (videogioco)
Loco-Motion, noto in Giappone come Guttang Gottong (ガッタンゴットン?), è un videogioco arcade rompicapo del 1982 sviluppato e pubblicato dalla Konami. In Nord America venne distribuito da Centuri. In esso il giocatore costruisce un percorso per la sua inarrestabile locomotiva spostando i binari che le consentiranno di caricare passeggeri.
Il titolo è stato convertito per le piattaforme Tomy Tutor, Intellivision, Sord M5 ed MSX, quest'ultimo portante il nome di Crazy Train. Una versione per Atari 2600 era ultimata ma fu cancellata per ragioni sconosciute.

## Modalità di gioco
La locomotiva si muove lungo un binario appoggiato su pannelli mobili con una struttura simile a quella del gioco del quindici. Spostando i pannelli, è possibile modificare la combinazione dei binari e la destinazione.
L'obiettivo del giocatore è quello di raccogliere tutti i passeggeri nelle stazioni circostanti spostando i pannelli e accelerando la locomotiva, che si muove senza fermarsi. Se la locomotiva colpisce un vicolo cieco o un altro treno, è un errore e una vita viene perso. Il percorso che la locomotiva seguirà è mostrato in giallo, quindi il giocatore sposta i pannelli mentre vi fa riferimento.
Alcune stazioni offrono anche punti bonus e dopo un certo lasso di tempo i passeggeri alla stazione si trasformano in un timer per il conto alla rovescia. Se il giocatore riesce a raccogliere i passeggeri prima che inizi il conto alla rovescia, il tempo del conto alla rovescia sarà il punto bonus, ma se il timer raggiunge 0, la stazione verrà chiusa o un altro treno apparirà sullo schermo e il giocatore dovrà spostare la locomotiva evitando le collisioni. Se sullo schermo sono presenti due o più altri treni, è possibile farli scontrare tra loro per guadagnare punti bonus.
Quando tutti i passeggeri sono a bordo, la prima fase viene cancellata e inizia la fase successiva. Nelle fasi successive, il numero di stazioni bonus aumenta e compaiono anche binari con diramazioni. Quando la locomotiva passa su un binario diramato, vengono assegnati punti bonus, ma la direzione in cui andrà (dritto, svolta a destra, svolta a sinistra) è casuale, rendendo più difficile guidare la locomotiva. Man mano che il livello avanza, potrebbero apparire altri treni dall'inizio e la mappa potrebbe ingrandirsi.
Se il giocatore crea un circuito chiuso di binari in modo che la locomotiva lo circondi, sul percorso apparirà un personaggio che cancella il circuito. In questo caso, se la locomotiva non esce rapidamente dal circuito, entrerà in collisione con la locomotiva e si verificherà un errore.

## Imitazioni
Sono stati realizzati molti cloni e varianti di Loco-Motion per molte piattaforme. Alcuni dei più noti o più storici:
- Mouse Puzzle (VTech 1982) per CreatiVision
- Happy Trails (Activision 1983) per Intellivision
- Confuzion (Incentive 1985) per ZX Spectrum
- Cue Brick (Konami 1989) come arcade
- Junction (Micronet 1990) per Sega Mega Drive, Game Gear
- Timeball (Now Production 1990) per PC Engine, Sharp X68000, Game Boy